# TWIN (陣内大蔵のアルバム)
『TWIN』（ツイン）は、陣内大蔵6枚目のオリジナル・アルバム。1992年9月2日発売。発売元はファンハウス。

## 解説
前作『Big Deal』から1年ぶりとなるアルバム。
日本テレビ系列テレビドラマ「教師夏休み物語」主題歌に使用された先行シングル「心の扉」を収録。
共作詞含め陣内自身が全曲の作詞・作曲を担当している。
オリコンチャートで最高5位を記録。

## 収録曲
全作曲・作詞（3,6,9,10,11）：陣内大蔵／全編曲：国吉良一／作詞：陣内大蔵・山中耕作（1,2,4,5,7,8）
1. 心の扉　5:35
2. Why do I?　3:50
3. Heavy days　4:05
4. 抱きしめたい　5:32
5. I know you　5:38
6. Another Happy Birthday　4:04
7. 彼女のスピード 4:59
8. First ending 4:13
9. All night long 3:14
10. 遠くへ行こう 5:02
11. 新しい風　4:38